# Chrysopogon micrantherus
Chrysopogon micrantherus är en gräsart som beskrevs av Jan Frederik Veldkamp. Chrysopogon micrantherus ingår i släktet Chrysopogon och familjen gräs. Inga underarter finns listade i Catalogue of Life.